# Bellange (Moselle)
Bellange település Franciaországban, Moselle megyében. Lakosainak száma 57 fő (2022. január 1.). Bellange Achain, Bréhain, Dalhain, Haboudange és Marthille községekkel határos.

## Népesség
A település népességének változása:
| Lakosok száma | 66   | 50   | 35   | 53   | 62   | 57   | 55   | 51   | 53   | 57   |
|               | 1968 | 1982 | 1990 | 2006 | 2013 | 2015 | 2017 | 2019 | 2020 | 2022 |